# Wilhelm Amsinck Burchard-Motz
Wilhelm Amsinck Burchard-Motz (nascido em 4 de julho de 1878 em Hamburgo, morreu em 13 de janeiro de 1963 em Hamburgo) era um advogado alemão e político nacional-liberal. Ele atuou como senador pelo comércio, transporte e indústria de Hamburgo de 1925 a 1933 e como segundo prefeito de 1933 a 1934. Burchard-Motz era membro do Partido Nazista.
Ele era filho do primeiro prefeito de Hamburgo, Johann Heinrich Burchard e Emily Amsinck. Após estudos em Heidelberg, Lausanne e Cambridge, trabalhou como advogado em Hamburgo desde 1904, onde foi membro do Esche Schümann Commichau (câmaras, como em associação de advogados).
Nos anos 50, ele foi vice-presidente da Associação Alemã de Golfe.